# Coetus Internationalis Patrum
Il Coetus Internationalis Patrum (Gruppo Internazionale di Padri conciliari) fu un gruppo di vescovi partecipanti al Concilio Vaticano II di ispirazione conservatrice e tradizionalista in ambito teologico e liturgico.
I membri più influenti erano i cardinali Alfredo Ottaviani, Antonio Bacci, Benedetto Aloisi Masella, Francis Spellman, Ernesto Ruffini, Michael Browne, Arcadio María Larraona, Fernando Quiroga y Palacios, José María Bueno y Monreal, Rufino Jiao Santos, l'arcivescovo Marcel Lefebvre, l'arcivescovo di Madrid Casimiro Morcillo González, il vescovo di Campos Antônio de Castro Mayer, l'arcivescovo di Diamantina Geraldo de Proença Sigaud, il vescovo di Braganza in Brasile José Maurício da Rocha, il vescovo di Segni Luigi Maria Carli, l'arcivescovo di Firenze Ermenegildo Florit, l'arcivescovo di Colombo Thomas Benjamin Cooray. Si riunivano presso la curia generale dell'Ordine di Sant'Agostino. Il cardinale Giuseppe Siri, pur essendo vicino alle posizioni del Coetus, non ne fece mai parte ufficialmente.

## Storia

### Il "Piccolo Comitato"

Papa Giovanni XXIII con il cardinale Ernesto Ruffini.

Nell'ottobre del 1962 il partito conservatore iniziò a sviluppare dei contatti grazie a un segretariato organizzato e finanziato da Plinio Corrêa de Oliveira, che offriva informazioni e sviluppava strategie per conto dei vescovi brasiliani Antônio de Castro Mayer e Geraldo de Proença Sigaud. Il 15 ottobre i due vescovi incontrarono il cardinale Benedetto Aloisi Masella, che era stato nunzio apostolico in Brasile e successivamente i monsignori Roberto Ronca e Antonio Piolanti, che suggerì di prendere contatto con monsignor Antonino Romeo e per suo tramite con i teologi della Pontificia Università Lateranense. Altri contatti si estesero a monsignor Joseph Clifford Fenton, un ecclesiologo statunitense vicino al cardinale Alfredo Ottaviani, e a Raymond Dulac, teologo e storico francese legato al Sodalitium Pianum, al cardinale Ernesto Ruffini, arcivescovo di Palermo e a monsignor Marcel Lefebvre. Queste personalità si riunirono nel cosiddetto "piccolo comitato", senza riuscire a ottenere l'appoggio dei cardinali Alfredo Ottaviani e Giuseppe Siri.
Il cardinal Siri era presidente della Conferenza episcopale italiana, che aveva posizioni più conservatrici rispetto agli episcopati francese, tedesco, belga e olandese. Fra i vescovi italiani si distinguevano Raffaele Calabria, arcivescovo di Benevento, Luigi Maria Carli, vescovo di Segni, Giovanni Battista Peruzzo, vescovo di Agrigento e Luigi Carlo Borromeo, vescovo di Pesaro. Verso la fine di dicembre il cardinal Siri creò un gruppo di studio interno alla Conferenza episcopale italiana, ma non in contatto col piccolo comitato, determinando una debolezza del partito che si opponeva ai progressisti.

### La seconda sessione del Concilio

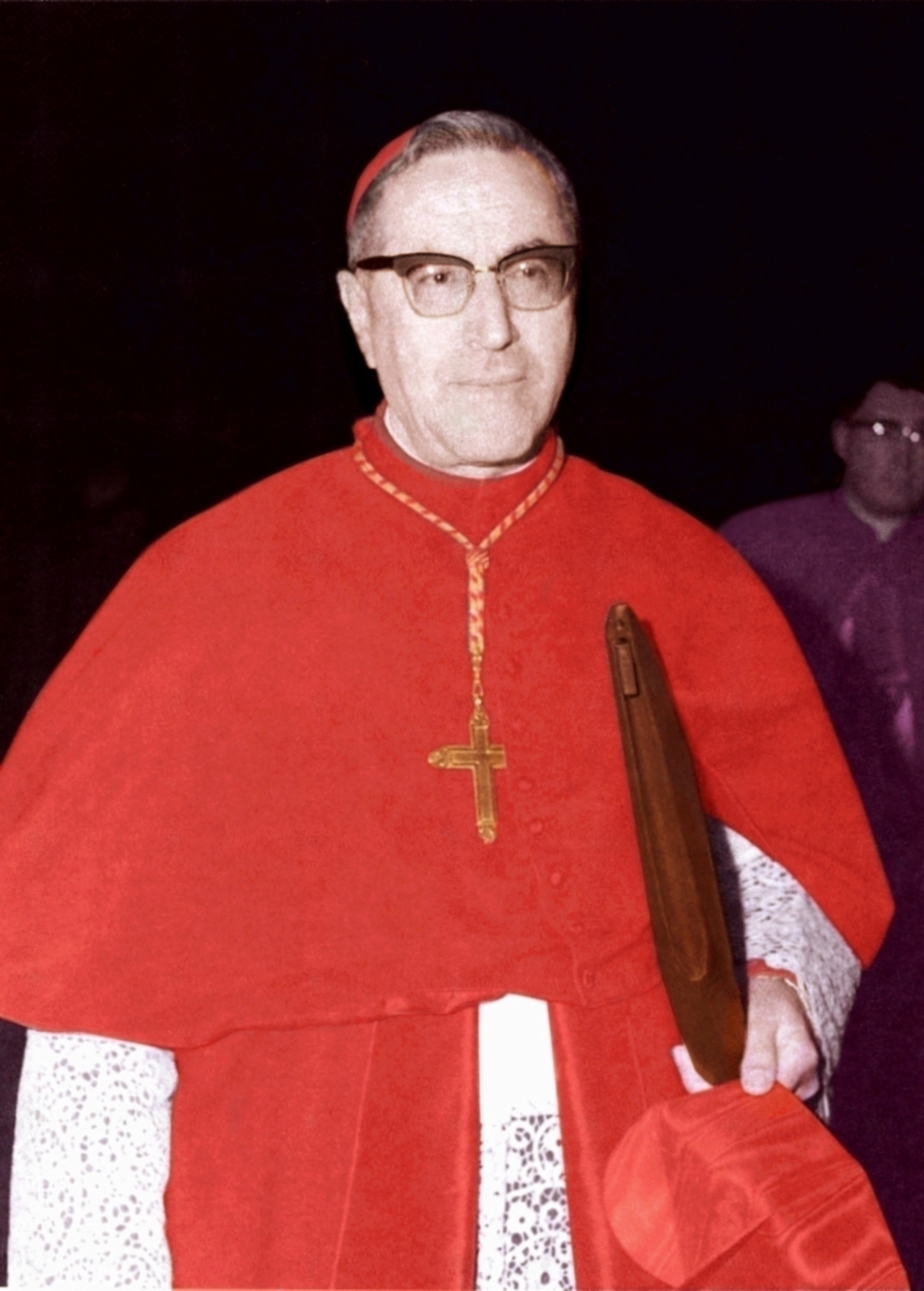
Il cardinale Giuseppe Siri al Concilio.

I contatti per creare un gruppo di padri conciliari conservatori coeso e organizzato proseguirono nell'aprile del 1963, quando il vescovo Geraldo de Proença Sigaud scrisse a Marcel Lefebvre per invitarlo a aderire a un nuovo gruppo di cui lo stesso de Proença Sigaud sarebbe stato segretario. Il gruppo ruotava intorno ad Antônio de Castro Mayer, e Alfredo Ottaviani ne era il capo naturale. Più defilata era la posizione del cardinal Siri, che nel 1963 ebbe problemi di salute e il 12 agosto fu sostituito alla guida della Conferenza episcopale italiana da Luigi Traglia. La posizione del Siri mirava a superare la logica dei blocchi contrapposti e quindi rifuggiva da uno schieramento, puntando invece a una guida unitaria del Concilio, che per l'opposizione di papa Giovanni XXIII e soprattutto di papa Paolo VI non si poté realizzare.
La prima riunione del futuro Coetus Internationalis Patrum si tenne il 22 ottobre 1963 presso la Curia degli agostiniani in via del Sant'Uffizio. Aderivano anche i padri conservatori che si riunivano presso la casa dei verbiti e Luigi Maria Carli vescovo di Segni.
La principale attività del Coetus consisteva nella preparazione dei modi, che erano delle obiezioni ragionate. La redazione e la distribuzione dei modi ai padri conciliari era un compito faticoso, che richiedeva un intenso ed efficace coordinamento.

### La terza sessione del Concilio
I contatti proseguirono nel 1964, nel periodo fra la seconda e la terza sessione del Concilio; a gennaio l'arcivescovo Marcel Lefebvre convocò a Solesmes un gruppo di lavoro che si avvalse della collaborazione di dieci teologi. L'idea direttrice era quella di concepire il Concilio Vaticano II come continuazione del Concilio Vaticano I.
Il 13 settembre il cardinal Larraona presentò a papa Paolo VI una nota riservata, firmata da 25 cardinali e 13 superiori di ordini religiosi, per protestare contro il principio della collegialità dei vescovi inserito nello schema preparatorio sulla Chiesa (la futura costituzione Lumen Gentium), ritenuto lesivo della dottrina sul primato papale insegnata dal Magistero della Chiesa. Questa nota riservata dimostrò per la prima volta l'organizzazione di un'opposizione all'ala progressista che fin allora aveva guidato il Concilio.
Dopo l'inizio della sessione, il 29 settembre il cardinale Rufino Jiao Santos accettò il ruolo di portavoce dell'ala conservatrice. Il 6 ottobre il vescovo Geraldo de Proença Sigaud invitò tutti i padri conciliari alle conferenze del martedì sera organizzate presso la Curia degli agostiniani, precisando che l'impostazione era quella dei cardinali Siri, Ruffini, Santos e Browne. La prima conferenza fu pronunciata dal cardinal Ruffini il 13 ottobre. A novembre fu deciso il nome definitivo del gruppo, appunto "Coetus Internationalis Patrum".
Riguardo allo schema sulla Rivelazione, la futura costituzione Dei Verbum, il Coetus Internationalis Patrum invitò ad approvare lo schema con alcune correzioni, soprattutto circa il rapporto tra Scrittura e Tradizione, l'inerranza delle Scritture e la storicità dei Vangeli.
La discussione sulla collegialità dei vescovi vide l'opposizione del Coetus, che riuscì a richiamare l'attenzione di un numero consistente di padri conciliari. Papa Paolo VI intervenne, facendo redigere una Nota explicativa praevia. Un altro intervento papale si ebbe nell'elaborazione dello schema sull'ecumenismo, la costituzione Unitatis Redintegratio: le modifiche introdotte colpivano un'impostazione giudicata troppo irenista.

### La quarta sessione del Concilio
Nel periodo precedente alla quarta sessione il Coetus Internationalis Patrum si concentrò sugli schemi preparatori della future costituzioni Dignitatis Humanae, sulla libertà religiosa, Dei Verbum, sulla divina rivelazione, e Gaudium et spes, sulla Chiesa nel mondo contemporaneo. In particolare il Coetus chiedeva la possibilità di presentare in aula propri emendamenti. Il segretario di Stato cardinale Amleto Cicognani criticò l'esistenza di un gruppo di padri conciliari schierati sulle medesime posizioni teologiche come causa di contrapposizione, sebbene questi gruppi fossero incoraggiati dal regolamento del Concilio ed esistesse già un gruppo progressista strutturato.
Accanto alle posizioni del Coetus Internationalis Patrum si schierò il cardinale Giuseppe Siri, che inviò al papa una lettera con la proposta di vari emendamenti, poi trasmessi dal cardinal Cicognani alle varie commissioni.
Il 23 luglio 1965 il Coetus Internationalis Patrum inviò le sue obiezioni (Animadversiones criticae) alla commissione per la costituzione Dignitatis Humanae. Queste obiezioni non furono tenute in conto e fu proposto in aula un testo immutato, contro il quale presero la parola numerosi padri conciliari, fra cui i cardinali Benjamín de Arriba y Castro, Alfredo Ottaviani ed Enrico Dante. Alcune modifiche furono successivamente accolte fra il 20 settembre e il 17 novembre, quando fu presentata in aula la sesta versione dello schema. Il Coetus distribuì una lettera a ottocento padri conciliari, invitandoli a modificare il punto in cui si dichiarava che la libertà religiosa era limitata non dal bene comune, ma dall'ordine e dal diritto. Il 19 novembre 1965 il testo fu approvato con 249 voti contrari, che fu il numero più alto di contrari per un documento del Concilio.
Sulla costituzione dommatica Dei Verbum, il 29 ottobre 1965 si arrivò a un compromesso tra i vari partiti. Mentre il Coetus era schierato col partito delle "due fonti", secondo cui la Rivelazione si fonda sulla Scrittura e sulla Tradizione, fu approvata la formula «La Chiesa non trae la certezza di tutte le verità dalle sole Scritture», e fu poi dichiarato che «la Sacra Tradizione e la Sacra Scrittura sono strettamente fra loro congiunte e comunicanti». Altro punto difeso dal Coetus era quello della storicità dei Vangeli, sul quale intervenne in modo favorevole e risolutivo papa Paolo VI.
Il Coetus Internationalis Patrum premeva per inserire nella costituzione Gaudium et spes una condanna del comunismo. Preparò un'obiezione che presentò il 9 ottobre 1965, sottoscritta da 334 padri conciliari, ma Achille Glorieux non trasmise il documento alla Commissione che stava elaborando lo schema. Si trattava di un abuso, che suscitò ricorsi fino al segretario del Concilio mons. Pericle Felici e al papa. Fu riconosciuta l'irregolarità procedurale, ma la condanna del comunismo non fu inserita nel testo finale.

## Dopo il Concilio
Dopo il Concilio Vaticano II il Coetus Internationalis Patrum, che era uscito in larga parte sconfitto, si dissolse, anche perché due dei suoi più autorevoli esponenti, i cardinali Ottaviani e Ruffini, avevano ormai un'età avanzata.
Il cardinal Siri diede invece vita nel 1966 alla rivista teologica Renovatio, diretta da Gianni Baget Bozzo e contrapposta alla rivista progressista Concilium. Dalla linea di Renovatio sarebbe più tardi nata l'ermeneutica della continuità.